# Gil Birmingham
Gil Birmingham, ameriški televizijski in filmski igralec ter glasbenik, *13. julij 1966, San Antonio, Teksas, Združene države Amerike.

## Biografija

### Zgodnje in osebno življenje
Gil Birmingham se je rodil 13. julija 1966 v San Antoniu, Teksas, Združene države Amerike kot najstarejši izmed petih otrok v njihovi družini. Njegova glasbena kariera se je začela pri njegovih desetih letih, ko se je začel učiti igranja kitare. Od takrat dalje je skupaj z različnimi bandi potoval po državi in pel ter igral kitaro z njimi.
Po končanem šolanju na University of Southern California se je posvetil karieri.

### Kariera
Gil Birmingham je igralsko kariero začel leta 1986 v televizijski seriji Riptide, leto pozneje, torej leta 1987 pa se pojavi v filmu House II: The Second Story in televizijski seriji Falcon Crest.
Leta 1996 ga lahko vidimo v Le Jaguar, leta 1997 pa v serijah Night Man, Buffy izganjalka vampirjev, Dr. Quinn, Medicine Woman in Command & Conquer: Tiberian Sun.
Leta 1999 je igral v The Wild Thornberrys, leta 2001 v V.I.P., Family Law in The Doe Boy, leta 2002 pa v Skins, Body & Soul in Gentle Ben.
Leta 2003 smo ga opazili v Gentle Ben 2: Danger on the Mountain, Dreamkeeper in The Lone Ranger, leta 2005 v Into the West, Love's Long Journey, Medical Investigation in End of the Spear, leta 2006 pa v Veronica Mars in Noč v muzeju.
Leta 2007 se pojavi v Cosmic Radio, leta 2008 pa v Somrak, California Indian in Turok: Son of Stone.
Letos smo ga lahko videli v 10 Items or Less, Love Ranch in Pod nožem lepote, 20. novembra letos pa bo premira filma Mlada luna, nadaljevanja Somraka, trenutno pa snema film Mrk, nadaljevanje Somraka in Mlade lune, ki bo v kinematografe prišel leta 2010.

## Filmografija
| Leto | Naslov                               | Vloga                 | Ostale opombe                                       |
| ---- | ------------------------------------ | --------------------- | --------------------------------------------------- |
| 1986 | Riptide                              | Cop                   | TV, epizoda #3.20 »Chapel of Glass«                 |
| 1987 | House II: The Second Story           |                       |                                                     |
| 1987 | Falcon Crest                         |                       | TV, epizoda #6.28 »Desperation«                     |
| 1996 | Le Jaguar                            |                       | televizijski film                                   |
| 1997 | Buffy izganjalka vampirjev           | Peruvian man          | TV, epizoda #2.4 »Inca Mummy Girl«                  |
| 1997 | Night Man                            | Vargus                | TV, epizoda #1.4 »I Left My Heart in San Francisco« |
| 1997 | Dr. Quinn, Medicine Woman            | Brave #1              | TV, epizoda #6.11 »Safe Passage«                    |
| 1997 | Command & Conquer: Tiberian Sun      | GhostStalker          | Video igra                                          |
| 1999 | The Wild Thornberrys                 | Jimov oče             | TV, glas, epizoda #2.10 »Tamper Proof Seal«         |
| 2001 | Family Law                           | Bernard               | TV, epizoda #2.21 »Americans«                       |
| 2001 | V.I.P.                               | Roland                | TV, epizoda #4.7 »Uncle from V.A.L.«                |
| 2001 | The Doe Boy                          | Manny Deadmarsh       |                                                     |
| 2002 | Gentle Ben                           | Pete                  | televizijski film                                   |
| 2002 | Skins                                | Sonny Yellow Lodge    |                                                     |
| 2002 | Body & Soul                          | Oz                    | TV, 8 epizod                                        |
| 2003 | Gentle Ben 2: Danger on the Mountain | Pete                  | televizijski film                                   |
| 2003 | Dreamkeeper                          | Sam                   | televizijski film                                   |
| 2003 | The Lone Ranger                      | One Horn              | televizijski film                                   |
| 2005 | Love's Long Journey                  | Sharp Claw            | televizijski film                                   |
| 2005 | Into the West                        | Dogstar               | TV miniserija                                       |
| 2005 | Medical Investigation                | Walter Shepard        | TV                                                  |
| 2005 | End of the Spear                     | Moipa                 |                                                     |
| 2006 | Noč v muzeju                         | Glas                  |                                                     |
| 2006 | Veronica Mars                        | Leonard Lobo          | TV                                                  |
| 2007 | Cosmic Radio                         | Tribal Council leader |                                                     |
| 2008 | Turok: Son of Stone                  | Nashoba               | Glas                                                |
| 2008 | California Indian                    | Chi Thomas            |                                                     |
| 2008 | Somrak                               | Billy Black           |                                                     |
| 2009 | 10 Items or Less                     | John Greene           | TV, epizoda »Dances with Groceries«                 |
| 2009 | Pod nožem lepote                     | Shaman                | TV, epizoda #5.20 »Budi Sabri«                      |
| 2009 | Love Ranch                           | Šerif Johnny Cortez   | post-produkcija                                     |
| 2009 | Mlada luna                           | Billy Black           | post-produkcija                                     |
| 2010 | Mrk                                  | Billy Black           | v snemanju                                          |